# Филенково
Филенково (укр. Филенкове) — село,
Филенковский сельский совет,
Чутовский район,
Полтавская область,
Украина.
Код КОАТУУ — 5325483701. Население по переписи 2001 года составляло 897 человек.
Является административным центром Филенковского сельского совета, в который, кроме того, входят сёла
Березовое,
Казачье,
Никоноровка и
Степовое.

## Географическое положение
Село Филенково находится у истоков реки Свинковка,
выше по течению на расстоянии в 0,5 км расположено село Скибовка,
ниже по течению на расстоянии в 1 км расположено село Никоноровка.
Через село проходит автомобильная дорога Т-1722.

## Экономика
- «Филенковское», сельхозпредприятие.
- «Лтава», фермерское хозяйство.

## Объекты социальной сферы
- Школа.